# Квадратор
Квадратор — электронное устройство для объединения четырёх исходных видеосигналов в один общий, одновременно содержащий уменьшенные изображения из всех исходных видеосигналов. Квадратор предназначен для одновременного вывода на один монитор изображений с нескольких аналоговых видеокамер. Если ко входам квадратора подключить четыре видеокамеры, а к выходу — монитор, то на монитор будет выводиться изображение, состоящее из четырёх четвертей экрана, расположенных квадратом 2×2, каждое из которых представляет собой уменьшенное изображение с одной из видеокамер.
Квадратор представляет собой сложное аналого-цифровое устройство, содержащее в своём составе несколько АЦП, ЦАП, оперативную память и другие вспомогательные электронные схемы. В конце XX века квадраторы широко применялись в аналоговых системах видеонаблюдения в качестве промежуточного оборудования. В настоящее время квадраторы применяются редко в связи с вытеснением аналоговых систем цифровыми. В цифровых системах функции квадраторов взяли на себя другие устройства систем видеонаблюдения — цифровые видеорегистраторы (DVR) и видеосерверы.
Так же квадратором называют аналоговое устройство, выходное напряжение или ток которого является квадратичной функцией входного (частный случай аналогового умножителя сигналов)